# Sense tu
Sense tu va ser la cançó andorrana al Festival de la Cançó d'Eurovisió 2006. Interpretada en català per Jenny, la cançó es va haver de qualificar des de la semifinal perquè Andorra no va quedar en el top 10 de l'edició de l'any 2005.
La cançó va ser interpretada en la posició 4 de la nit (després de Anžej Dežan d'Eslovènia amb "Mr. Nobody” i abans de Polina Smolova de Belarús amb “Múm”). Al final de la votació, la cançó havia rebut només 8 punts (d’Espanya) i va acabar en 23è últim lloc, per tant, Andorra s'hauria de qualificar des de la semifinal en la seva següent participació en el Festival.
La cançó és una balada dramàtica, amb la cantant descrivint-se com “al final del camí” sense el seu amor. De fet, canta que no té raó per a viure sense ell.
La interpretació va ser una mica criticada per fanàtics i comentaristes, ja que Jenny estava envoltada per ballarines utilitzant vestits blancs i Jenny amb un vestit negre de nit.
La cançó també ha estat interpretada per Anabel Conde, qui ja va participar en el festival per Espanya l'any 1995.
El següent any, el representant andorrà (2007) va ser Anonymous amb Salvem el món.